# George Blake
George Blake (født George Behar 11. november 1922 i Rotterdam, død 26. december 2020) var en britisk dobbeltagent, der var ansat i den britiske efterretningstjeneste, men som endte med at spionere til fordel for Sovjetunionen.
Hans mor var hollænder og hans far var egypter, men han havde dog fået britisk statsborgerskab, fordi han havde tjent den britiske hær. Blake hjalp den hollandske modstandsbevægelse under 2. verdenskrig. Efter krigen blev han sendt til Seoul, hvor han skulle spionere til fordel for sit hjemland, men under Koreakrigen skiftede han side efter at have overværet, at briterne bombede civile. Han havde været taget til fange af nordkoreanerne i tre år. Ifølge BBC førte skiftet til, at mindst 40 britiske agenter blev forrådt. Det blev opdaget, da en polsk afhopper meldte ham. Briterne idømte ham 42 års fængsel, men han slap ud af fængslet efter fem år og flygtede til Sovjetunionen via Østtyskland.